# Sericopimpla caledonica
Sericopimpla caledonica är en stekelart som beskrevs av Gupta och Tikar 1976. Sericopimpla caledonica ingår i släktet Sericopimpla och familjen brokparasitsteklar. Inga underarter finns listade i Catalogue of Life.